# فرودگاه غازیپور
فرودگاه غازیپور (به انگلیسی: Ghazipur Airport) یک فرودگاه است که یک باند فرود آسفالت دارد. این فرودگاه در کشور هند قرار دارد .